# Црква Светог Ђорђа у Бору
Црква Светог Ђорђа у Бору припада Епархији тимочкој Српске православне цркве. Оригинална црква премештена је 1937. године у Брестовац због проширење рудника. На новој локацији саграђена друга црква 1939. године.

## Историја
Године 1912. године за потребе православних верника, Француско друштво Борских рудника подигла је цркву посвећену Светом Великомученику Ђорђу. Била је мањих димензија и због проширења рударских радова, премештена 1937. године у Брестовац недалеко од Бора.
Нову православну Цркву Светог Ђорђа у Бору такође је саградило Француско друштво Борских рудника 1939. године. Андреј Клепињин (руски емигрант) као архитекта Француског друштва пројектовао је цркву Светог Ђорђа. Ктитори ове цркве били су представници Француског друштва Борских рудника, односно њихов директор Емил Пијала. Црква је освећена 21. јула 1940.

## Архитектура
Изграђена је у српско-византијском стилу. Грађевина је складне архитектуре, озидана сва у камену и покривена црепом. У основи је уписани равнокраки грчки крст са три истоветне апсиде (исток, север, југ), са истоветним једноделним прозорима, по три на свакој апсиди. Западни део означен је степенастим улазом, портал је са два стуба и лепим капителима. 
Северно од портала и припрете, црква је повезана са звоником, покривеним ходником, који их практично спаја. Звоник је зидан од камена, горњи део отворен је на све четири стране, једна врста полусвода.
Налази се у старом центру Бора, недалеко од римокатоличке цркве Свети Људевит.